# Ambrosius Holbein
Ambrosius Holbein (Augusta, 1494 – Basilea, 1519) è stato un pittore e incisore tedesco.
Figlio di Hans Holbein il Vecchio, era fratello maggiore di tre anni di Hans Holbein il Giovane.

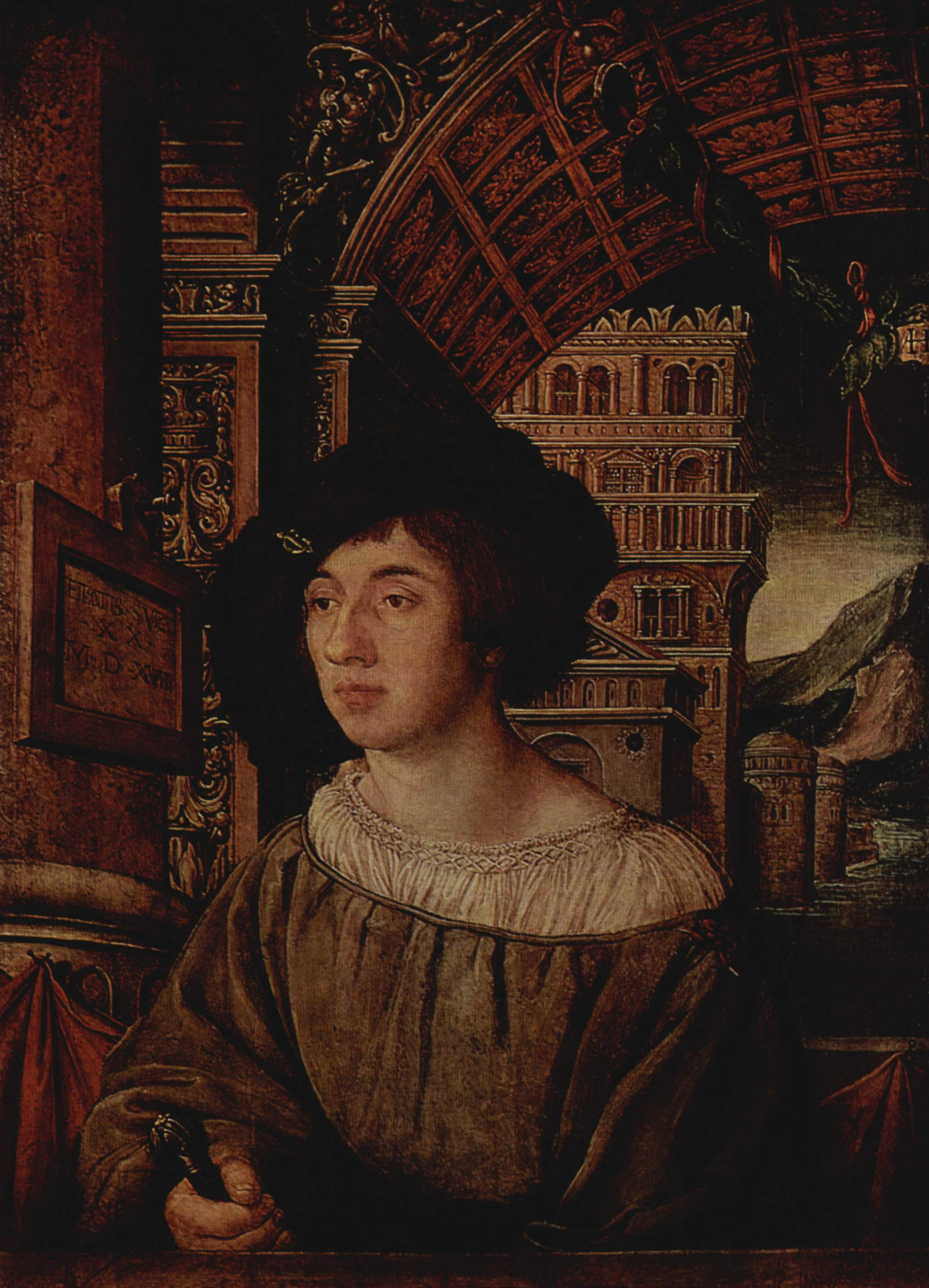
Ritratto di giovane uomo, 1518, olio su tavola, 43 x 32 cm, Museo dell'Hermitage, San Pietroburgo.

## Biografia
Come il fratello minore, nacque ad Augusta (nell'attuale Baviera, ma all'epoca libera città imperiale), noto centro artistico, culturale e di commercio del tempo. Suo padre Hans Holbein il Vecchio fu un pioniere della trasformazione dell'arte tedesca dallo stile gotico a quello rinascimentale. Nel suo studio entrambi i suoi figli, Ambrosius e Hans, ricevettero le loro prime lezioni di pittura oltre ad un'introduzione alla gioielleria ed alla stampa.
Il giovane Holbein, assieme al fratello ed al padre, è raffigurato nel pannello di sinistra del trittico realizzato da Holbein il Vecchio nel 1504 per la basilica di San Paolo, oggi in mostra alla Staatsgalerie di Augusta.
Dal 1515 Ambrosius visse nel villaggio svizzero di Stein am Rhein, dove aiutò uno stampatore del cantone Schaffhausen di nome Thomas Schmid con degli affreschi nella sala principale del monastero di San Giorgio. L'anno successivo, Ambrosius, col fratello Hans, si trovava a Basilea, dove inizialmente lavorò come allievo nello studio di Hans Herbster. Nel 1517 si iscrisse alla gilda dei pittori di Basilea e nel 1518 venne naturalizzato cittadino in loco. Ad ogni modo poco dopo il suo nome sembra scomparire dai registri e si presume sia morto attorno al 1519.
Il Ritratto di giovane coi capelli biondi ed i suoi compagni, il Ritratto di ragazzo con capelli scuri, sono tra i migliori lavori di Ambrosius in questo periodo. Entrambi si trovano oggi al Basel Kunstmuseum.

## Opere

Ritratto di giovane coi capelli biondi, 1516, Basilea

- Vergine e Bambino (1514; Kunstmuseum, Basilea)
- Ritratto di ragazzo coi capelli biondi (1516; Kunstmuseum, Basilea)
- Ritratto di ragazzo coi capelli castani (1517; Basel, Kunstmuseum, Basilea)
- Ritratto di Jörg Schweiger (1518; Kunstmuseum, Basilea)
- Ritratto di giovane uomo (1515; Hessisches Landesmuseum, Darmstadt)
- Natività (1514; Fürstlich Fürstenbergische Gemäldegalerie, Donaueschingen)
- Natività (Klerikalseminar Georgianum, Munich)
- Riposo di Maria (Klerikalseminar Georgianum, Monaco di Baviera)
- Ritratto di Johannes Xylotectus (Zimmermann) (1520; Germanisches Nationalmuseum, Norimberga)
- Ritratto di giovane uomo (1518; Museo dell'Hermitage, San Pietroburgo)
- Ritratto di giovane uomo (often attributed to Hans Holbein the Younger) (1518; National Gallery of Art, Washington)
- Riposo di Maria (Gemäldegalerie der Akademie der bildenden Künste, Vienna)